# Jack Lacey
Jack Lacey (* 1911 in Lancaster (Pennsylvania); † 25. Mai 1965 in New York City) war ein US-amerikanischer Jazzposaunist.
Lacey spielte Ende der 1920er Jahre im Orchester von Oliver Naylor in Philadelphia. Danach war er als Freelancer in New York und eine Weile in der Band von Talmadge Henry und in der von Joe Reichmann im Arcadia Ballroom in New York. Im Sommer 1934 spielte er bei Benny Goodman. Danach war er bis in die 1960er Jahre als Studiomusiker tätig, abgesehen von der Zeit des Zweiten Weltkriegs, in der er in einer Militär-Band spielte. Spielte in den 1960er Jahren auch in der Band von Merle Evans.